# بيروفوسفات الكالسيوم
 بيروفوسفات الكالسيوم  (ثنائي فوسفات الكالسيوم) مركب كيميائي له الصيغة Ca2P2O7، ويكون على شكل مسحوق بلوري عديم اللون.

## الخواص
- لا ينحل بيروفوسفات الكالسيوم في الماء، لكنه بالمقابل ينحل في كل من حمض هيدروكلوريك وحمض النتريك الممددين.
- يوجد بيروفوسفات الكالسيوم أيضاً على شكل ثنائي هيدرات، ويرمز لها (CPPD)، [4] وتتبع البلورات النظام البلوري ثلاثي الميل من حيث البنية.[5]
- يؤدي ترسب بيروفوسفات الكالسيوم في الغضروف المفصلي إلى حدوث مرض كلاس الغضاريف [6] (Chondrocalcinosis) والذي يسمى أيضاً بالنقرس الكاذب pseudogout.[7]

يسمى المرض أيضاً مرض ترسب بيروفوسفات الكالسيوم Calcium pyrophosphate deposition disease ويرمز له اختصاراً (CPDD).

## التحضير
يحضر بيروفوسفات الكالسيوم من تفاعل حمض البيروفوسفوريك مع ملح من أملاح الكالسيوم القاعدية، مثل هيدروكسيد الكالسيوم، أو بتسخين فوسفات الكالسيوم ثنائي الهيدروجين حيث نحصل على بيروفوسفات الكالسيوم بالإضافة إلى ميتافوسفات الكالسيوم.
تحضر بلورات بيروفوسفات الكالسيوم ثلاثية الميل من تفاعل بيروفوسفات البوتاسيوم مع كلوريد الكالسيوم، ثم بحل البلورات الناتجة في حمض هيدروكلوريك وبإضافة اليوريا. عند التسخين إلى درجات حرارة تصل إلى 95 - 100°س تحدث عملية حلمهة لليوريا، مما يسبب في ارتفاع pH الوسط، ونحصل على بلورات بيروفوسفات الكالسيوم ثلاثية الميل.

## الاستخدامات
- يستخدم كمادة كاشطة في معاجين الأسنان.